# Список депутатов Жогорку Кенеша Кыргызской Республики VII созыва
Список депутатов на 28 декабря 2021

## По единому избирательному округу

### от политической партии «Ата-Журт Кыргызстан»
- Исмаилов, Фархат Даткабаевич
- Сарыбашов, Таалайбек Насирбекович
- Маткеримов, Айбек Тураталиевич
- Токторбаев, Жеңишбек Шермаматович
- Сулайманов, Эльдар Нурланович
- Сабиров, Равшанбек Азатович
- Садырбаева, Жылдыз Эсенбековна
- Козуев, Алишер Абибиллаевич
- Кыдыкбаев, Жаныбек Султанович
- Масабиров, Талайбек Айтмаматович
- Исаева, Джамиля Кубанычбековна
- Нарматова, Надира Азимовна
- Талиева, Камила Абдыразаковна
- Култаева, Гулшаркан Оконовна

### от политической партии «Ишеним»
- Алиев, Медербек Кубанычевич
- Джусупов, Эмилбек Рамидинович
- Таалайбек, кызы Жылдыз
- Омурзаков, Суйунбек Абдылдаевич
- Ормонов, Улугбек Зулпукарович
- Сыдыгалиев, Нурбек Омурбекович
- Мураталиев, Марат Молдонович
- Шабазов, Бахридин Валиевич
- Жакышов, Русланбек Шергазиевич
- Темирбаева, Миргул Омурзаковна
- Абдибаева, Айсара Нышановна
- Султанбекова, Чолпон Аалыевна

### от политической партии «Ынтымак»
- Кокулов, Эрулан Калчороевич
- Мажитова, Шарапаткан
- Мамытов, Талант Турдумаматович
- Тентишев, Бакыт Эркинович
- Сыдыков, Мурадил Жанышбекович
- Маматалиев, Марлен Абдырахманович
- Тулобаев, Балбак Зарлыкович
- Исатбек кызы, Аида
- Лурова, Лейла Хияновна

### от политической партии «Альянс»
- Айдарбеков, Чингиз Азаматович
- Сулайманов, Алтынбек Турдубаевич
- Исираилов, Азамат Алмазбекович
- Алимжанов, Фарходбек Айбекович
- Акаев, Жанарбек Кубанычович
- Молдобекова, Гулкан Сакиновна
- Алимжанова, Нилуфар Якубжановна

### от политической партии «Бүтүн Кыргызстан»
- Мадумаров, Адахан Кимсанбаевич
- Масалиев, Исхак Абсаматович
- Токтошев, Эмиль Токтакунович
- Эрбаев, Алишер Ташбаевич
- Нарматова, Орозайым Кочконбаевна
- Кожокулова, Гуля Акматкуловна

### от политической партии «Ыйман Нуру»
- Кадырбеков, Нуржигит Кадырбекович
- Айжигитов, Султанбай Абдрашитович
- Мамасадыков, Замирбек Дуйшалыевич
- Ашимова, Динара Ашимовна
- Раимбачаева, Винера Калыбековна

## По одномандатным округам
- Ажибаев, Чингиз Ильяскожоевич – по Лейлекскому одномандатному избирательному округу № 1;
- Ражабалиев, Нурлан Аскаралиевич – по Баткенскому одномандатному избирательному округу № 2;
- Атажанов, Ырысбек Ысламович – по Кадамжайскому одномандатному избирательному округу № 3;
- Бакиров, Омурбек Мирзараимович – по Кок-Жарскому одномандатному избирательному округу № 4;
- Коргонбай уулу, Жусупбек – по Ноокатскому одномандатному избирательному округу № 5;
- Нурбаев, Жалолидин Паязидинович – по Араванскому одномандатному избирательному округу № 6;
- Осмонов, Айбек Жапарович – по Ошскому одномандатному избирательному округу № 7;
- Алимбеков, Нурбек Каарыевич – по Толойконскому одномандатному избирательному округу № 8;
- Матраимов, Искендер Исмаилович – по Кара-Суйскому одномандатному избирательному округу № 9;
- Толонов, Данияр Эрмекович – по Куршабскому одномандатному избирательному округу № 10;
- Примов, Улан Бердибаевич – по Алайскому одномандатному избирательному округу № 11;
- Сатыбалдиев, Эльмурза Ракиевич – по Узгенскому одномандатному избирательному округу № 12;
- Икрамов, Тазабек Икрамович – по Сузакскому одномандатному избирательному округу № 13;
- Ташиев, Шайырбек Кыдыршаевич – по Жалал-Абадскому одномандатному избирательному округу № 14;
- Алтынбеков, Айбек – по Базар-Коргонскому одномандатному избирательному округу № 15;
- Сыдыков, Бактыбек Усенович – по Ноокенскому одномандатному избирательному округу № 16;
- Шакиев, Нурланбек Тургунбекович – по Аксыйскому одномандатному избирательному округу № 17;
- Турсунбаев, Азизбек Атакозуевич – по Ала-Букинскому одномандатному избирательному округу № 18;
- Сулайманов, Кундузбек Кошалиевич – по Токтогульскому одномандатному избирательному округу № 19;
- Джумабеков, Дастанбек Артисбекович – по Манасскому одномандатному избирательному округу № 20;
- Чойбеков, Бактыбек Каныбекович – по Таласскому одномандатному избирательному округу № 21;
- Азыгалиев, Нурланбек Асанбекович – по Жайылскому одномандатному избирательному округу № 22;
- Ханджеза, Карим Лемзарович – по Московскому одномандатному избирательному округу № 23;
- Кенжебаев, Аманкан Батырбекович – по Сокулукскому одномандатному избирательному округу № 24;
- Атамбаев, Сеидбек Алмазбекович – по Аламудунскому одномандатному избирательному округ № 25;
- Абиров, Жаныбек Болотбекович – по Ленинскому одномандатному избирательному округу № 26;
- Сурабалдиева, Эльвира Жыргалбековна – по Первомайскому одномандатному избирательному округу № 27;
- Бекешев, Дастан Далабайевич – по Октябрьскому одномандатному избирательному округу № 28;
- Саккараев, Медербек Джаманкулович - по Чуй-Кеминскому округу №31;
- Самыйкожо, Мирлан – по Кочкорскому одномандатному избирательному округу № 32;
- Бакасов, Улан Болотбекович – по Нарынскому одномандатному избирательному округу № 33;
- Малиев, Арсланбек Касымакунович – по Жети-Огузскому одномандатному избирательному округу № 34;
- Тумонбаев, Акылбек Тогузбаевич – по Ак-Суйскому одномандатному избирательному округу № 35;
- Сарбагышев, Максатбек Канатбекович – по Иссык-Кульскому одномандатному избирательному округу № 36.